# Kleszczno
Kleszczno (niem. Klestin) – nieistniejąca osada w Polsce, obecnie niewymieniana w TERYT, położona w województwie zachodniopomorskim, w powiecie drawskim, w gminie Złocieniec (do końca 2018 gminie Ostrowice), na północ od Złocieńca. W latach 1975–1998 miejscowość administracyjnie należała do województwa koszalińskiego. Miejscowość wchodziła w skład sołectwa Gronowo.